# Eurycleia
Eurycleia (în greacă Εὐρύκλεια, „bine renumita”) este un personaj din Odiseea. Eurycleia este servitoarea care i-a spălat picioarele lui Odiseu după întregul său periplu, ocazie cu care l-a recunoscut pe baza unei cicatrici de la picior.